# Sonja Pachta
Sonja Pachta (* 25. April 1941 in Wien; † 21. August 2024 ebenda) war eine österreichische Tennisspielerin.

## Karriere
Sonja Pachta, Tochter des Malers Josef Pachta, war 19-fache österreichische Tennismeisterin im Einzel. Ihren ersten Titel gewann sie im Alter von 15 Jahren, insgesamt kam sie auf 52 Meistertitel.
Von 1963 bis 1975 spielte sie für die österreichische Federation-Cup-Mannschaft.
Pachta starb am 21. August 2024 im Alter von 83 Jahren in Wien und wurde auf dem Wiener Südwestfriedhof beerdigt.

## Abschneiden bei Grand-Slam-Turnieren

### Einzel
| Turnier     | 1958 | 1959 | 1960 | 1961 | 1962 | 1963 | 1964 | 1965 | 1966 | … | 1971 | 1972 | 1973 | Karriere |
| ----------- | ---- | ---- | ---- | ---- | ---- | ---- | ---- | ---- | ---- | - | ---- | ---- | ---- | -------- |
| French Open | —    | —    | —    | —    | —    | —    | —    | —    | —    |   | 1    | 2    | —    | 2        |
| Wimbledon   | 2    | 1    | 2    | 2    | AF   | 2    | 2    | 2    | 3    |   | —    | 2    | 1    | AF       |

### Doppel
| Turnier   | 1970 | 1971 | 1972 | Karriere |
| --------- | ---- | ---- | ---- | -------- |
| Wimbledon | 2    | —    | 2    | 2        |